# Basarny Karabulak
Basarny Karabulak (russisch База́рный Карабула́к, russisch/türkisch für Markt Schwarzland) ist eine Siedlung städtischen Typs in der Oblast Saratow mit 9846 Einwohnern (Stand 14. Oktober 2010). Sie ist der Verwaltungssitz des gleichnamigen Rajons.

## Geschichte
Basarny Karabulak entstand im 19. Jahrhundert als Zusammenschluss mehrerer im 17. Jahrhundert gegründeter Dörfer. Im Dezember 1939 erhielt es den Status einer Siedlung städtischen Typs.

### Bevölkerungsentwicklung
| Jahr | Einwohner |
| ---- | --------- |
| 1939 | 07.264    |
| 1959 | 08.033    |
| 1970 | 08.921    |
| 1979 | 08.655    |
| 1989 | 10.320    |
| 2002 | 10.467    |
| 2010 | 09.846    |

Anmerkung: Volkszählungsdaten

## Verkehr
1895 wurde die Stadt mit der Errichtung der Strecke Atkarsk–Wolsk an das Eisenbahnnetz angeschlossen, und die Station Karabulak bei Streckenkilometer 138 eröffnet. Beim Bahnhof, etwa 8 km nördlich des Ortszentrums, liegt heute die Siedlung Swobodny. Auf der 1966 im Zusammenhang mit der Errichtung des Saratower Stausees bei Balakowo bis Pugatschow verlängerten Strecke verkehrt 2009 jeden zweiten Tag ein durchgehendes Schnellzugpaar zwischen Balakowo und dem Pawelezer Bahnhof von Moskau.

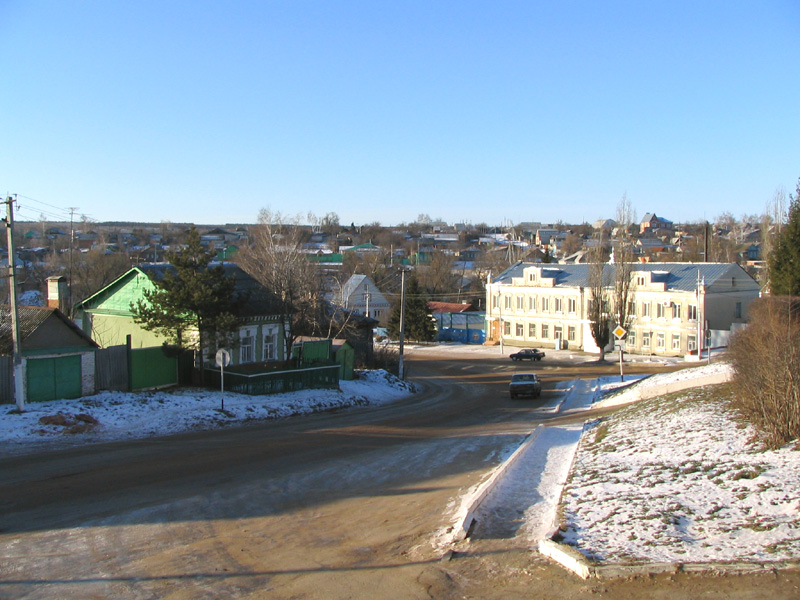
Einfallstraße in Basarny Karabulak
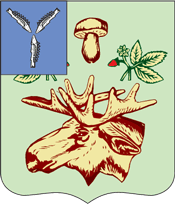
Wappen des gleichnamigen Rajons